# Svanshals
Svanshals är kyrkbyn i Svanshals socken i Ödeshögs kommun i Östergötlands län. Den är belägen vid den södra stranden av Tåkern.
I orten ligger Svanshals kyrka.